# 森岡篤弘
 森岡 篤弘（もりおか あつひろ、1962年3月29日 - ）は、日本の実業家。株式会社スペースバリューホールディングス取締役や同社代表取締役会長兼 社長CEO、その前身の日成ビルド工業株式会社代表取締役会長などを勤めていた。

## 来歴
法政大学卒業後に日成ビルド工業に入社。社長室長、取締役、常務、専務、副社長などを経て、1998年に日成ビルド工業の代表取締役社長に就任する。
2007年、大証一部と東証一部に重複上場していた日成ビルドは東証一部単独上場となり、2012年に生産・物流の合理化・効率化の推進を行う一方で、小澤建設（NB建設北関東）や相鉄建設（NB建設）、東和工建（NBパーキング）の買収やタイ、ベトナム、マレーシアでの関係会社や子会社の設立などを行った。
2018年に日成ビルド工業株式を単独移転する形でスペースバリュ―ホールディングスが設立されると代表取締役会長兼社長CEOに就任した。
2019年に第三者委員会の調査結果を踏まえて、スペースバリュ―ホールディングス代表取締役会長兼社長CEO及び取締役を退く。

## 経歴
- 1986年4月 日成ビルド工業入社
- 1991年
  - 9月 日成ビルド工業社長室長
  - 11月 日成ビルド工業取締役社長室長
- 1993年11月 日成ビルド工業常務取締役社長室長
- 1995年6月 日成ビルド工業専務取締役社長室長
- 1995年11月 日成ビルド工業専務取締役社長室長兼電子機器開販事業本部長
- 1997年
  - 5月 日成ビルド工業専務取締役総務・人事・財務総括兼社長室長・国際事業本部長
  - 6月 日成ビルド工業取締役副社長総務・人事・財務総括兼社長室長・国際事業本部長
- 1998年6月 日成ビルド工業代表取締役社長[2]
- 2012年12月 株式会社ＮＢインベストメント代表取締役社長
- 2013年6月 株式会社ＮＢネットワークス代表取締役社長[3][4]
- 2018年10月 株式会社スペースバリュ―ホールディングスの代表取締役会長兼社長CEOに就任。
- 2019年
  - 4月10日 スペースバリュ―ホールディングス取締役[5]
  - 4月18日　スペースバリュ―ホールディングス取締役辞任[6]